# 中村圭志
中村 圭志（なかむら けいじ、1986年6月22日 - ）は、日本の俳優。愛知県出身。オンリーワンプロダクション所属。血液型はO型。愛知県立惟信高等学校卒業。

## 出演

### 映画
- 銀色のシーズン（2008年）
- 魁!!男塾（2008年）
- VS GANGS

### CM
- みずほ銀行
- ハウス食品
- アサヒスーパードライ

### スチール
- 派遣会社アイライン

### TV
- 奇跡体験!アンビリバボー
- 本当にあったセカチュー（勝彦役）
- オリンピック緊急特番（レギュラー出演）
- 全力坂

### VTR
- 行列のできる法律相談所
- 人生が変わる1分間の深イイ話
- ザ!世界仰天ニュース
- ザ・ベストハウス123

### 雑誌
- 東京ウォーカー